# Sav m/43
Stormartillerivagn m/43 (укр. Стормартіллерівагн м/43), скорочено — Sav m/43 — шведська самохідна артилерійська установка класу штурмових гармат. Розроблена компанією Scania-Vabis (укр. Сканіа-Вабіс) в 1943 році на шасі легкого танка Strv m/41 і прийнята на озброєння шведської армії. Всього було виготовлено 36 САУ.

## Історія
З початком Другої світової війни, з'явилася необхідність у штурмовій гарматі. Дана техніка мала відповідати німецьким і радянським розробкам, і мала забезпечити мобільну підтримку для піхоти і броньованої техніки прямою наводкою або непрямим артилерійським вогонем.
27 вересня 1941 керівництво армії видало наказа введення штутмової артилерії в шведські збройні сили, після чого почався період дослідження і спроб отримати броньовану артилерійську установку. На відміну від конфігурація танка, де озброєння інтегроване в рухому башту, в САУ артилерійська гармата встановлювалась фіксовано у верхній частині корпусу. Переваги такої конструкції: можливість встановлення гармати великого калібру, більше простору для розміщення боєприпасів, виробничі витрати нижчі, що пришвидшує виробництво техніки.
Дослідження почалися і незабаром вирішили використати шасі танка L-60 для тестування нової концепції. Транспортний засіб було закінчено у 1942 році він отримав в армії просте позначення, як «№ 62». Спочатку випробування проводили з 7,5cm гарматою m/40, а потім з 7,5cm гарматою m/02. Тести даної виявилися позитивними, але підвіска L-60 мала обмежену вагу навантаження, тому захистити його екіпаж можна було тільки від вогню із стрілецької зброї, за винятком броні маски гармати товщина якої становила 50 мм.
Було вирішено продовжити проект такого транспортного засобу, який можна було б оснастити важкою бронею. Компанія Landsverk AB запропонувала штурмову гармату, на основі шасі L-62 Anti, але воно також не відповідає вимогам захисту. Таким чином, компанія зробила нову пропозицію, на основі їх нового прогнозований легкого танка під назвою «Terro». Ця пропозиція була відкинута, оскільки вага такого транспортного засобу, швидше за все, перевищить 15 тонн і виробництво нового шасі було б занадто довго. Замість цього, нова штурмова гармата буде створюватися на шасі танка Strv m/41. Насправді, така концепція була випробувана в 1942 році в повномасштабному розмірі, але з дерев'яною надбудовою на шасі Strv m/41, а в березні 1943 року було замовлення в Scania-Vabis виробництво прототипу в даній конфігурації.
Прототип автомобіля був готовий у серпні того ж року. Він був отримав назву Pansarartillerivagn m/43 (Pav m/43), але пізніше отримав Stormartillerivagn m/43 (Sav m/43). Він був оснащений тією ж 75 мм гарматою m/02, але тільки як тимчасовий захід, до того часу, поки не будуть доступні 10,5cm гармати. У березні 1944 року, було прийнято рішення переробити залишилися Strv m/41-SII на штурмові гармати. Загалом 36 САУ було виготовлено в період з березня 1944 року по січень 1945 року, а між 1945—1946 рр, транспортні засоби отримали 10,5cm гармати.